# Supermarine Air Yacht
Supermarine Air Yacht — британская воздушная яхта, спроектированная Реджинальдом Митчеллом и построенная в 1929 году в единственном экземпляре возглавляемой им компанией Supermarine по заказу Эрнеста Гиннесса. Первая британская воздушная яхта, построенная по заказу частного владельца и первый моноплан компании Supermarine, оборудованный несколькими двигателями.
Supermarine Air Yacht могла преодолеть 3200 километров без дозаправки с крейсерской скоростью 160 км/ч. Имела высокорасположенное прямоугольное плоское крыло размахом 28 метров. На передней кромке крыла установлены три двигателя. Хвостовое оперение состояло из трёх вертикальных оперений и рулей направления на них. Внутри находились отдельные каюты для владельца и пяти других пассажиров.
Первый полёт был совершён в феврале 1930 года, на следующий год пройдены испытания. Во время испытаний воздушная яхта продемонстрировала хорошую управляемость, но недостаточную мощность и низкую скороподъёмность, что привело к замене двигателей. Гиннесс отказался завершить покупку, борт был сдан на хранение. В октябре 1932 года его приобрела Джун Джуэтт Джеймс, которая организовала на нём рейсы в Египет. Во время первого рейса штормовая погода вынудила совершить посадку у Шербура. 25 января 1933 года во время выполнения второго рейса в Египет произошёл отказ двигателя, приведший к крушению в Неаполитанском заливе, экипаж и пассажиры получили травмы. Самолёт не подлежал ремонту и сдан на металлолом.

## Разработка
Главный конструктор Supermarine Р. Дж. Митчелл отвечал за проектирование двух летающих лодок для военных целей. Supermarine Nanok, модификация Supermarine Southampton, разрабатывалась для датского правительства, но показала плохие характеристики и Дания отказалась от него. Летающая лодка была переоборудована в воздушную яхту — Supermarine Solent и продана в 1928 году Эрнесту Гиннессу. Таким образом, к 1930 году Гиннесс, владевший воздушной яхтой и тремя другими самолётами, стал владельцем самого большого числа частных самолётов, чем кто-либо другой в Британии. Supermarine Solent была зарегистрирована как гражданский самолёт, получив регистрационный номер G–AAAB. Гиннес регулярно совершал полёты из эстуария Саутгемптон Уотер на озеро Лох-Корриб, находившееся рядом с домом его семьи. Однако воздушная яхта имела недостаток: высоты салона было недостаточно, чтобы встать в нём.
Гиннесс заказал вторую воздушную яхту, Supermarine Air Yacht, в качестве замены Solent. Планировалось её использование компанией «Guinness» для прогулочных круизов по Средиземному морю. Supermarine Air Yacht стала первой британской воздушной яхтой, построенной по заказу частного владельца, и первым монопланом с несколькими двигателями компании Supermarine. Она основывалась на проекте летающей лодки для Королевских ВВС 1927 года. В 1929 году Supermarine Air Yacht была построена на заводе компании Supermarine. Её согласованная цена составила £34 888, но затраты на производство достигли £52 000.

### Дизайн
Supermarine Air Yacht представляла собой летающую лодку весом 103 тонны, оснащённую тремя двигателями Armstrong Siddeley Jaguar. На корпусе были установлены спонсоны вместо поплавков на крыльях, что делало его схожим с немецким Dornier Do J.

## Эксплуатация
Поскольку воздушная яхта не была куплена, она была сдана на хранение компании Supermarine. В октябре 1932 года её случайно увидела, а затем купила местная богатая американка миссис Джун Джуэтт Джеймс, которая мало что знала о практических особенностях управления самолётом. Джеймс объявила о своём намерении использовать летающую лодку для организации регулярного трансатлантического сообщения для пассажиров и грузов, как только испытания будут завершены.
Через месяц после покупки Джеймс летающая лодка, получившая имя Windward III, вылетела из Вулстона и отправилась рейсом в Египет. Она взлетела 11 октября 1932 года с Джун Джеймс, её дочерью, гувернанткой и двумя членами экипажа на борту. Во время полета ухудшившиеся погодные условия вынудили приземлиться у побережья близ Шербура. 14 октября, находясь в гавани Шербура, экипажу и пассажирам пришлось вызвать спасателей, и они были высажены на берег буксирами, где они остались ждать улучшения условий полёта. Затем самолёт вылетел в Неаполь, где Джеймс добилась аудиенции у папы Римского Пия XI и итальянского диктатора Бенито Муссолини.
Полёт в Египет продолжился 25 января 1933 года. При взлёте отказал двигатель, в результате чего летающая лодка упала в Неаполитанский залив в 11 км от Сорренто. Экипаж и пассажиры были спасены местными рыбаками, которые позже извлекли самолёт из воды. Наиболее серьёзно пострадала Джеймс, у которой были сломаны два ребра и нога. В результате крушения у самолёта повредилось крыло. Власти Капри конфисковали самолет в связи с требованием о спасении. Самолёт не подлежал ремонту, выеден из эксплуатации и был продан на металлолом в следующем году; в Англию были возвращены только двигатели. Джеймс была объявлена банкротом в июле 1933 года.

## Характеристики
Источник данных: Supermarine Aircraft

Технические характеристики
- Экипаж: 4
- Пассажировместимость: 6
- Длина: 20,27 м
- Размах крыла: 28,04 м
- Высота:
- Масса пустого: 7 624 кг
- Максимальная взлётная масса: 10 590 кг
- Силовая установка: 3 × 14-цилиндровые радиально-поршневые двигатели воздушного охлаждения мощностью 525 л.с. (391 кВт) каждый Armstrong Siddeley Panther

- Воздушный винт: 2-лопастные воздушные винты фиксированного шага

Лётные характеристики
- Максимальная скорость: 164 км/ч
- Практический потолок: 2000 м
- Скороподъёмность: 1,9 м/с